# 尤罗沃市镇
尤罗沃市镇（俄语：Муниципальное образование Юровское）是俄罗斯联邦沃洛格达州格里亚佐韦茨区所属的一个市镇。其下辖有91个居民点，行政中心为尤罗沃。据2015年统计，该市镇的人口为2680人。